# Мортенсен, Эли
Э́ли Мо́ртенсен (фар. Eli Mortensen; 1910, Твёройри, Фарерские острова — 1989, там же) — фарерский футболист и судья, нападающий, известный по выступлениям за клуб «ТБ» и национальную сборную Фарерских островов.

## Биография
Эли записался в клуб «ТБ» в 1928 году. В 1930 году он был включён в первый состав национальной сборной Фарерских островов. Эли дебютировал за неё 9 июня в поединке со сборной Хетланна. Через 2 дня он сравнял счёт в ответной игре, принеся фарерцам ничью. Это был второй мяч в истории фарерской сборной и первый для футболистов «ТБ» в составе национальной команды. Также нападающий принял участие в третьей июньской игре первого созыва сборной и в матче второго созыва с исландскими резервистами. В 1942 году Эли участвовал в розыгрыше первого чемпионата Фарерских островов, но пропустил финальный матч, который его клуб проиграл. В 1943 году он участвовал в финальной игре с «МБ» и её переигровке. По итогам этих игр коллектив из Твёройри стал чемпионом архипелага.
Закончив карьеру игрока, Эли не расстался с футболом насовсем и стал футбольным арбитром от клуба «ТБ». Он дебютировал на судейском поприще 23 июля 1950 года, отсудив игру фарерского чемпионата между родным «ТБ» и «Б36». Суммарно Эли проработал главным арбитром на 7 матчах первенства архипелага за 3 сезона. Последней игрой, которую он судил, была встреча между «ТБ» и «КИ», состоявшаяся 13 июля 1952 года.
Бывший футболист и судья скончался в 1989 году в родном Твёройри.

## Международная статистика
| Матчи и голы Эли Мортенсена за национальную сборную Фарерских островов | Матчи и голы Эли Мортенсена за национальную сборную Фарерских островов | Матчи и голы Эли Мортенсена за национальную сборную Фарерских островов | Матчи и голы Эли Мортенсена за национальную сборную Фарерских островов | Матчи и голы Эли Мортенсена за национальную сборную Фарерских островов | Матчи и голы Эли Мортенсена за национальную сборную Фарерских островов |
| №                                                                      | Дата                                                                   | Оппонент                                                               | Счёт                                                                   | Голы                                                                   | Соревнование                                                           |
| ---------------------------------------------------------------------- | ---------------------------------------------------------------------- | ---------------------------------------------------------------------- | ---------------------------------------------------------------------- | ---------------------------------------------------------------------- | ---------------------------------------------------------------------- |
| 1                                                                      | 9 июня 1930                                                            | Хетланн                                                                | 1:5                                                                    |                                                                        | Товарищеский матч                                                      |
| 2                                                                      | 11 июня 1930                                                           | Хетланн                                                                | 1:1                                                                    | Гол                                                                    | Товарищеский матч                                                      |
| 3                                                                      | 14 июня 1930                                                           | Хетланн                                                                | 0:3                                                                    |                                                                        | Товарищеский матч                                                      |
| 4                                                                      | 29 июля 1930                                                           | Исландия (рез.)                                                        | 0:1                                                                    |                                                                        | Товарищеский матч                                                      |

Итого: 4 матча и 1 гол; 0 побед, 1 ничья, 3 поражения.

## Достижения
«ТБ»
- Чемпион Фарерских островов: 1943